# Tjugotredje söndagen efter trefaldighet
Tjugotredje söndagen efter trefaldighet är en av söndagarna i "kyrkans vardagstid". Den infaller 31 veckor efter påskdagen.
Den liturgiska färgen är grön. Temat för dagens bibeltexter enligt evangelieboken är Förlåtelse utan gräns:, och en välkänd text är ur Matteusevangeliet där Jesus säger:
"Där två eller tre är samlade i mitt namn är jag mitt ibland dem."

## Svenska kyrkan

### Texter
Söndagens tema enligt 2003 års evangeliebok är Förlåtelse utan gräns. De bibeltexter som används för att belysa dagens tema är:
| Första årgången                                                                      | Andra årgången                                                 | Tredje årgången                                                          | Psaltarpsalm       |
| Första Moseboken 50:15-21 Andra Thessalonikerbrevet 3:1-5 Matteusevangeliet 18:15-20 | Jesaja 64:6-9 Efesierbrevet 4:29-32 Matteusevangeliet 18:21-35 | Hosea 11:8-9 Första Thessalonikerbrevet 5:13-15 Matteusevangeliet 6:9-15 | Psaltaren 78:35-39 |

### Fotnoter
1. ↑  ”Tjugotredje söndagen efter trefaldighet”. Svenska kyrkan. Arkiverad från originalet den 8 december 2015. https://web.archive.org/web/20151208155808/https://www.svenskakyrkan.se/troochandlighet/kyrkoarets-bibeltexter?helgdag=45. Läst 27 november 2015.
2. ↑   Den svenska psalmboken med tillägg. Stockholm: Verbum. 2005. sid. 1555–1558. Libris ht7wjxh8f3k4gcqk. ISBN 978-91-526-5515-3